# نیسان سنترا

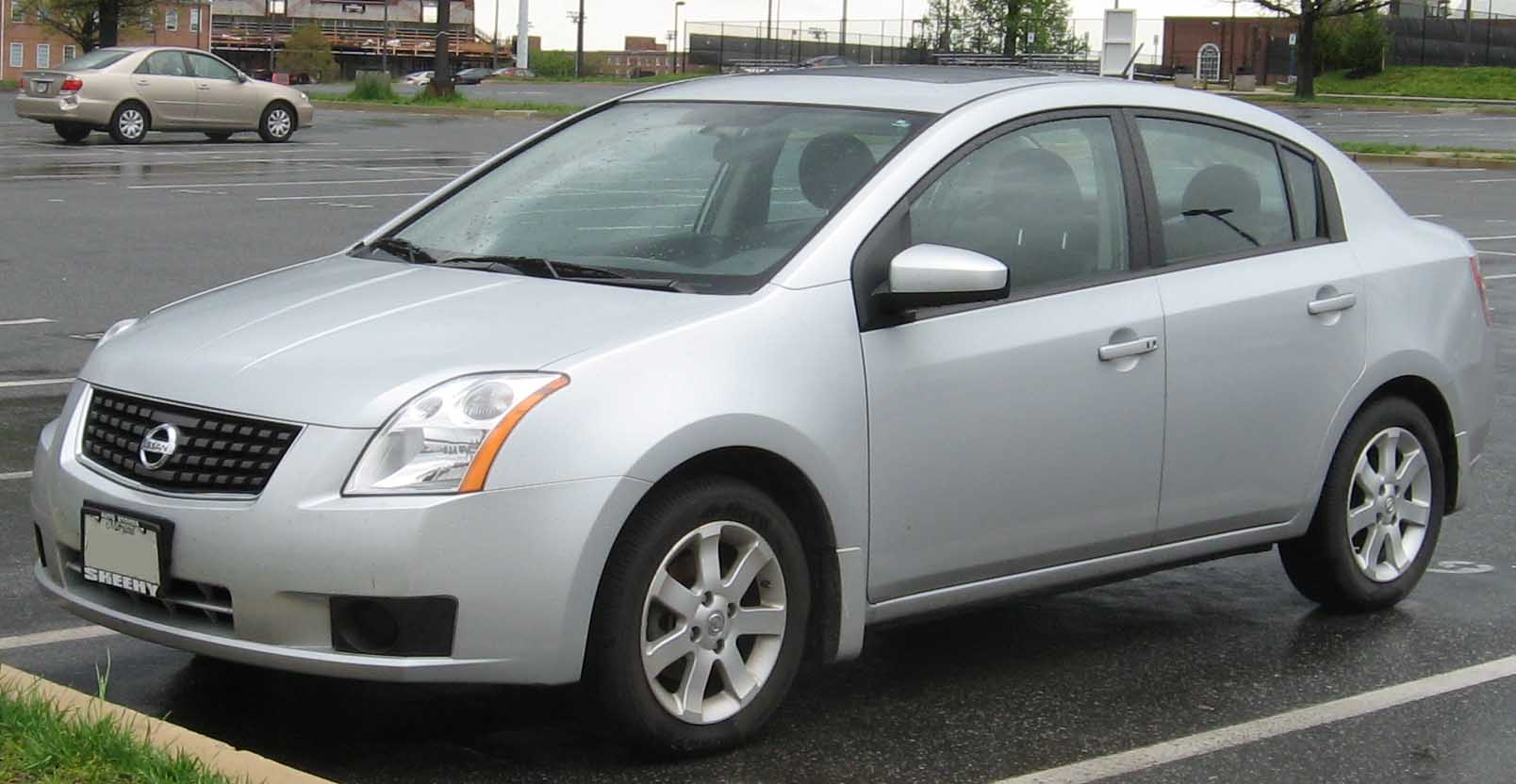

نیسان سنترا (Nissan Sentra) خودرویی است که از سال ۱۹۸۲–کنون تولید شده‌است.

## نگارخانه

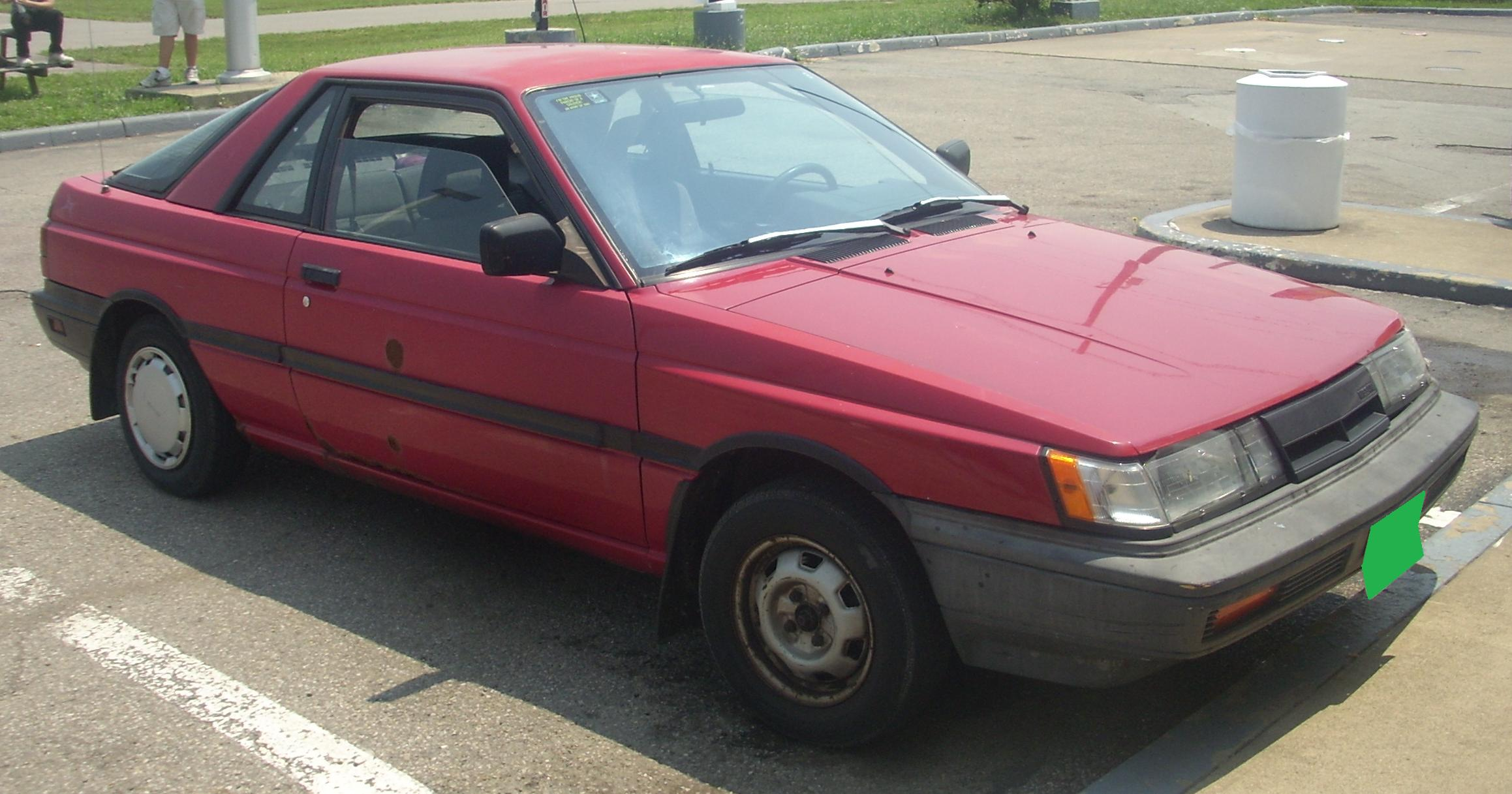
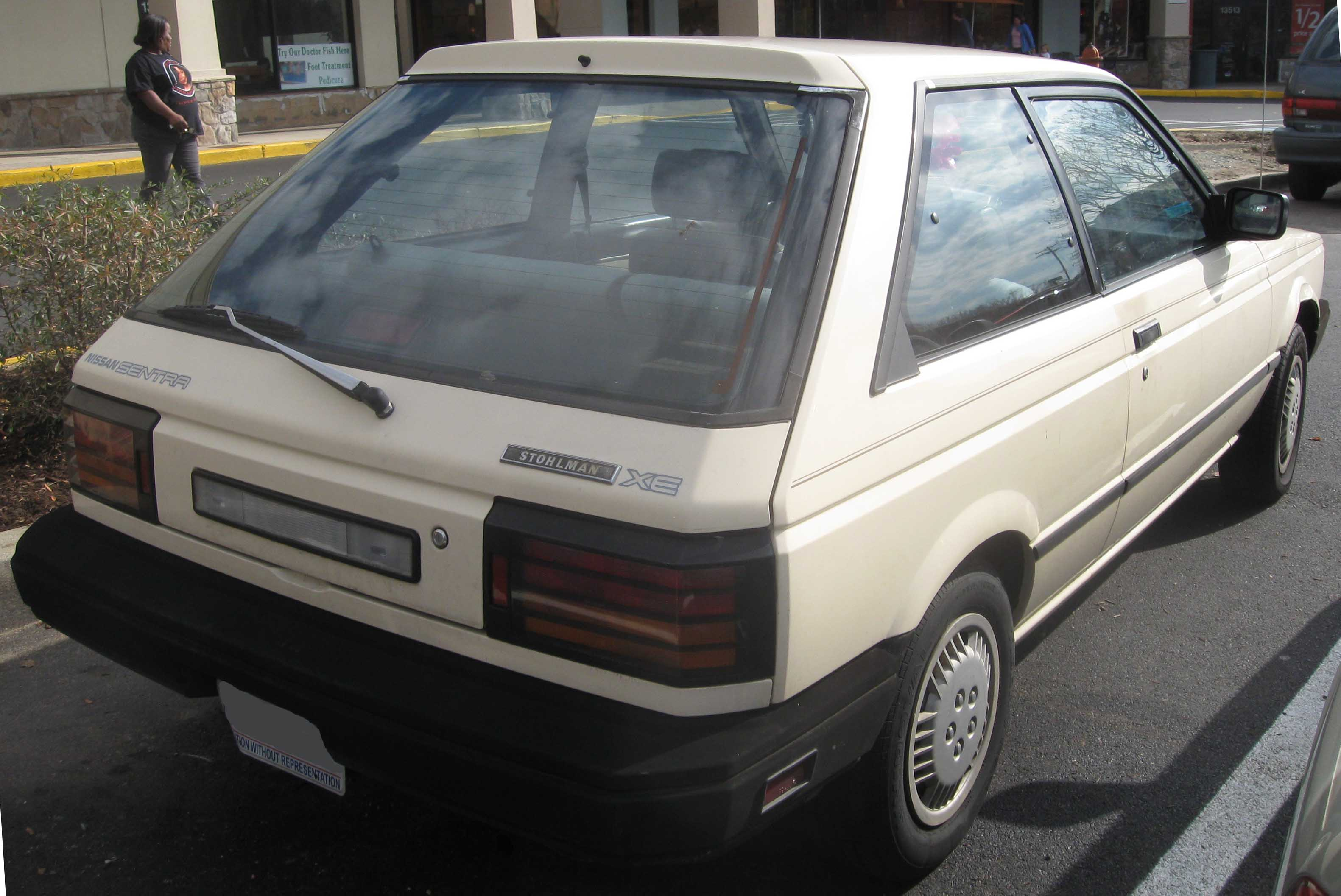
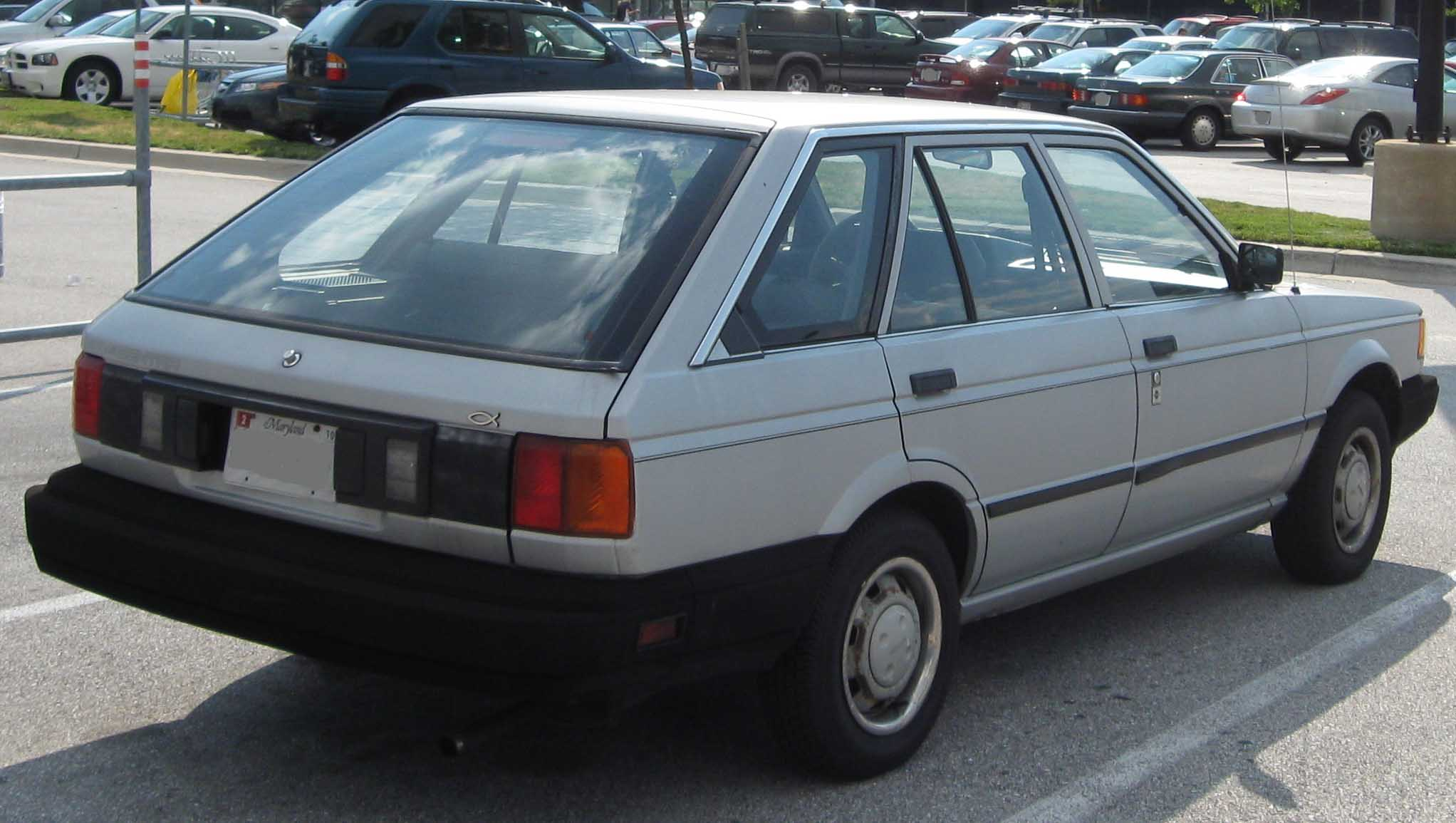
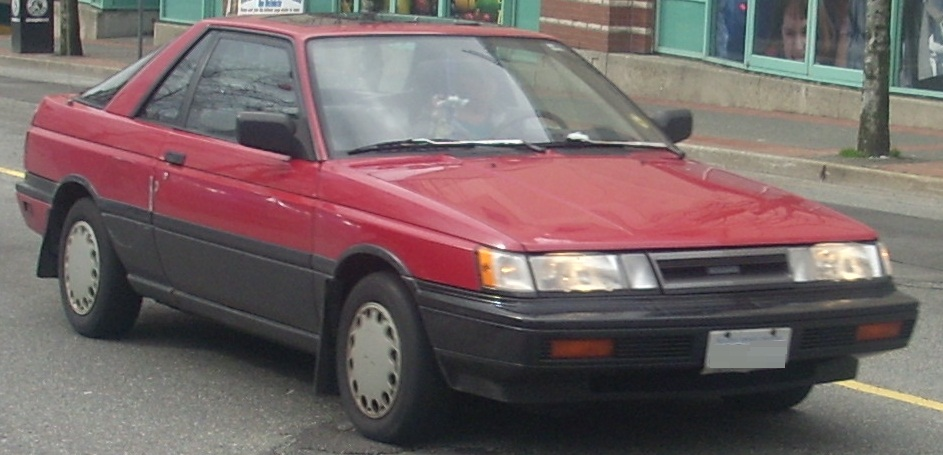
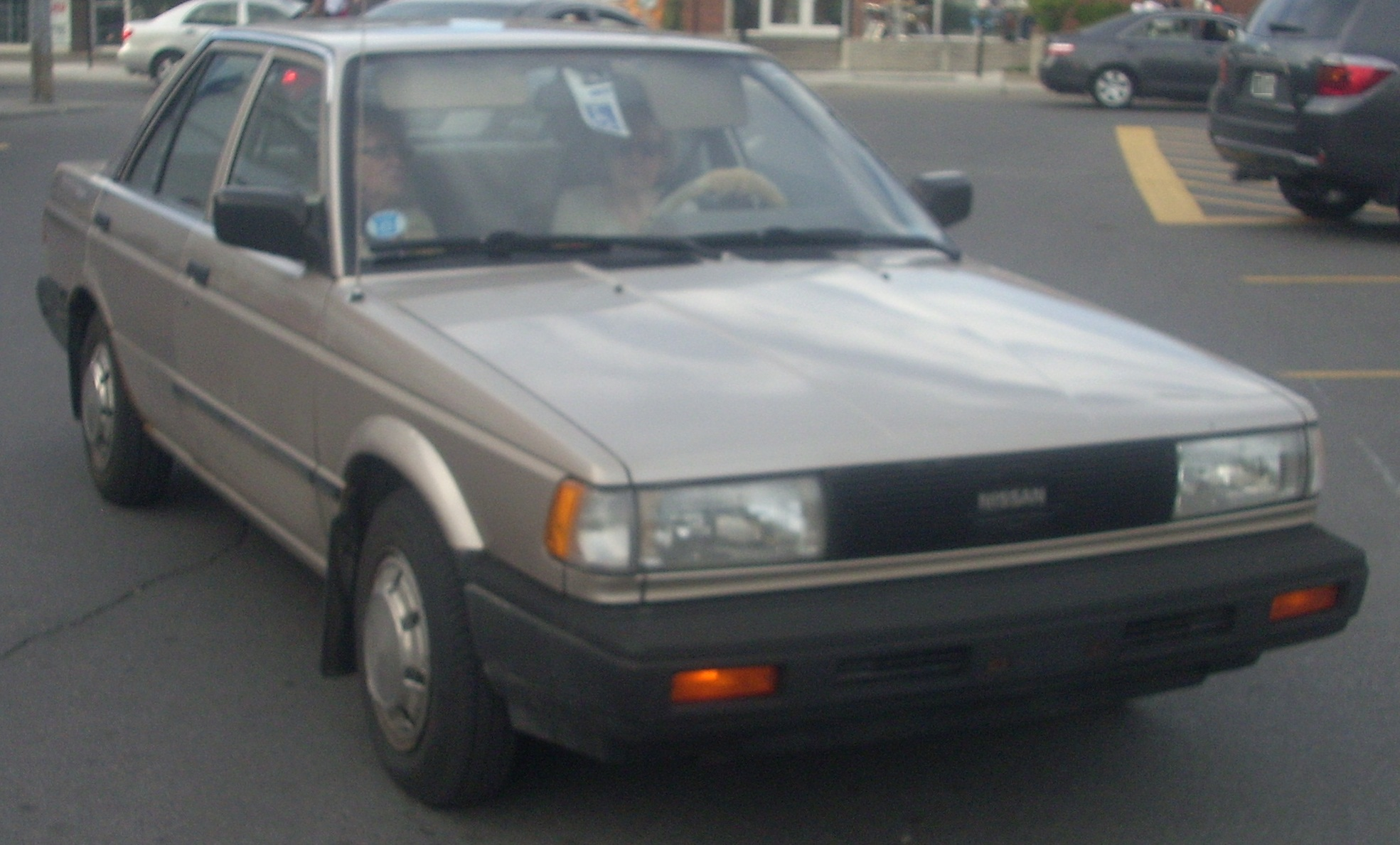